# Gamma-Attack
Gamma-Attack es un videojuego de Matamarcianos de desplazamiento horizontal, desarrollado por Robert L. Esken Jr. y lanzado en 1983 por la empresa Gammation para la plataforma Atari 2600. Es considerado uno de los videojuegos más raros que existe, se cree que existe solo una copia y es el único videojuego que desarrolló la compañía. Se estima que su valor ronda entre los US$30.000 y US$50.000.

## Resumen
Según el manual del juego, la historia es la siguiente:
«Usted esta bajo el comando de una nave espacial Gamma, la última que queda en este campo estelar. Una flota de guerra llamada Vegan ha tomado el control de su puesto e intentará defenderlo con sus tanques de sus pulsos láser. El planeta es el único que queda habitable en el sistema y debes permanecer allí y eliminar los tanques de Vegan, lo más que puedas.»

## Jugabilidad
El jugador controla un platillo volador que se puede mover hacia la izquierda, derecha, arriba y abajo. La nave solamente puede disparar hacia la izquierda a 45 grados. El objetivo del juego es obtener la mayor cantidad de puntos posible, destruyendo los tanques que están ubicados debajo del jugador. Si una bala enemiga impacta en la nave del jugador, ésta perderá altitud. El juego termina cuando la nave del jugador haya recibido suficientes golpes de proyectiles enemigos para tocar el suelo.

## Rareza
El videojuego se considera muy raro debido a que solamente se cree que se creó un cartucho, que se encuentra en propiedad del coleccionista de juegos Anthony DeNardo, que en ebay intentó venderlo (sin éxito) por una suma de US$500.000. A pesar de esto, su valor estimado se reduce a entre los US$30.000 y US$50.000.